# شهرستان ویلکس (کارولینای شمالی)
شهرستان ویلکس، کارولینای شمالی (به انگلیسی: Wilkes County, North Carolina) یک سکونتگاه مسکونی در ایالات متحده آمریکا است که در کارولینای شمالی واقع شده‌است.

## خصوصیات
شهرستان ویلکس ۱٬۹۶۸٫۴ کیلومترمربع مساحت دارد.